# Pallacanestro Olimpia Milano 1951-1952
Questa voce raccoglie le informazioni riguardanti la Pallacanestro Olimpia Milano , sponsorizzata Borletti nelle competizioni ufficiali della stagione 1951-1952.

## Verdetti stagionali
- Serie A: 1ª classificata su 12 squadre (18 partite vinte ed un pari su 22)[1] Vincitrice scudetto  (7º titolo)

## Area tecnica
- Allenatore:  Cesare Rubini[1]

## Roster
- Romeo Romanutti
- Giovanni Miliani
- Cesare Rubini
- Enrico Pagani
- Sergio Stefanini
- Cesare Rubini [2]
- Alessandro Acerbi
- Sandro Gamba
- Giuseppe Sforza
- Emilio Baruffi
- Romano Crivelli
- Gianantonio Pegurri
- Alberto Reina